# ウインズ新白河
ウインズ新白河（ウインズしんしらかわ）は、福島県西白河郡西郷村にある日本中央競馬会 (JRA) の場外勝馬投票券発売所 (WINS) である。

## 概略
白河市に隣接する西郷村にある、三菱製紙白河工場の事業の縮小により遊休地となっていた敷地に建設された。1997年10月7日に着工、1998年11月7日に開所した。
アクセスは、東日本旅客鉄道（JR東日本）新白河駅高原口から南（駅から出て左側）に徒歩で約4分、東北自動車道白河インターチェンジから車で約5分となっている。
施設は2階建てで全館禁煙となっているが、1階、2階、2階テラス部分にそれぞれ喫煙コーナーがある。2006年9月16日には200インチの大型映像装置が設置され、それまでのブラウン管方式からLED方式となり、より鮮明な映像で競馬を観戦できるようになった。その他に、映像ホールには150インチの映像装置が設置されている。
また、子供用の遊戯施設として館内にメリーゴーラウンドが設置されている他、地元の特産品を集めた物産展や、フリーマーケットなども時折開かれている。
2011年に発生した東日本大震災の影響により施設に被害を受けたため、震災後は安全が確認された部分のみを利用して払戻サービスのみ営業していた。しかし震災以前の馬券に対する払戻期限が満了となったことから、2011年6月28日以降は当面の間ウインズ全体として営業を行わないこととなったが、その後同年9月24日より営業再開した。

### 新馬券の試験発売
福島競馬場とともに、1999年10月30日からは「ワイド」、2002年6月15日からは「馬単」と「3連複」について、それぞれ1ヶ月間、それまでJRAでは発売されていなかった新しい種類の馬券の試験発売が行われ、その後全国発売となった。